# Destroy Erase Improve
Albums de Meshuggah
Contradictions Collapse
(1991) Chaosphere
(1998)
Destroy Erase Improve (littéralement Détruit Efface Améliore) est le deuxième album studio du groupe de metal extrême suédois Meshuggah sorti le 12 mai 1995 sur le label Nuclear Blast,.
C'est le premier album studio du groupe avec le guitariste Mårten Hagström et le dernier avec le bassiste Peter Nordin, qui quitte le groupe pendant la tournée promotionnelle de l'album à cause de vertiges.

## Réception
Kevin Stewart-Panko de Decibel décrit l'album comme « l'un des meilleurs albums de metal des années 90 ».
Martin Popoff considère que cet album est fondamental dans la discographie de Meshuggah, car il nous indique clairement quelle direction musicale le groupe allait suivre dans les années à venir.
L'album s'est classé 42e du classement 50 Greatest Prog Rock Albums of All Time du magazine Rolling Stone.

## Liste des titres
| 1.    | Future Breed Machine        | Tomas Haake | Fredrik Thordendal          | 5:48 |
| 2.    | Beneath                     | Haake       | Thordendal                  | 5:07 |
| 3.    | Soul Burn                   | Haake       | Thordendal, Haake           | 5:17 |
| 4.    | Transfixion                 | Haake       | Thordendal, Mårten Hagström | 3:33 |
| 5.    | Vanished                    | Haake       | Thordendal                  | 5:04 |
| 6.    | Acrid Placidity             |             | Hagström                    | 3:15 |
| 7.    | Inside What's Within Behind | Haake       | Thordendal, Jens Kidman     | 4:30 |
| 8.    | Terminal Illusions          | Kidman      | Thordendal                  | 3:47 |
| 9.    | Suffer in Truth             | Kidman      | Kidman                      | 4:19 |
| 10.   | Sublevels                   | Haake       | Thordendal                  | 5:14 |
| 45:54 |                             |             |                             |      |

| Morceaux bonus de l'édition japonaise, | Morceaux bonus de l'édition japonaise, | Morceaux bonus de l'édition japonaise, | Morceaux bonus de l'édition japonaise, | Morceaux bonus de l'édition japonaise, | Morceaux bonus de l'édition japonaise, | Morceaux bonus de l'édition japonaise, | Morceaux bonus de l'édition japonaise, | Morceaux bonus de l'édition japonaise, | Morceaux bonus de l'édition japonaise, |
| No                                     | Titre                                  | Paroles                                | Musique                                | Durée                                  |                                        |                                        |                                        |                                        |                                        |
| -------------------------------------- | -------------------------------------- | -------------------------------------- | -------------------------------------- | -------------------------------------- | -------------------------------------- | -------------------------------------- | -------------------------------------- | -------------------------------------- | -------------------------------------- |
| 11.                                    | Humiliative                            | Haake                                  | Thordendal, Kidman                     | 5:16                                   |                                        |                                        |                                        |                                        |                                        |
| 12.                                    | Ritual                                 | Kidman                                 | Kidman                                 | 6:16                                   |                                        |                                        |                                        |                                        |                                        |
| 13.                                    | Gods of Rapture (live)                 | Haake                                  | Thordendal                             | 4:54                                   |                                        |                                        |                                        |                                        |                                        |
| 1:02:20                                |                                        |                                        |                                        |                                        |                                        |                                        |                                        |                                        |                                        |

## Composition du groupe
- Jens Kidman – Chant.
- Fredrik Thordendal - Guitare, synthétiseur et mixage audio.
- Tomas Haake - Batterie et voix.
- Mårten Hagström – Guitare.
- Peter Nordin - Basse[1],[2],[3],[4].

## Membres additionnels
- Daniel Bergstrand - Producteur, ingénieur du son et mixage audio[4].
- Peter In de Betou - Mastering.
- Stefan Gillbald - Artwork.